# Centrophorus zeehaani
Centrophorus zeehaani es una especie de elasmobranquio escualiforme de la familia Centrophoridae.